# Елизабет Австрийска (1554 – 1592)
Вижте пояснителната страница за други личности с името Елизабет Австрийска.
Елизабет Хабсбург-Австрийска (5 юли 1554 – 22 януари 1592) е австрийска ерцхерцогиня и кралица на Франция, съпруга на крал Шарл IX.

## Произход
Родена е на 5 юли 1554 г. във Виена. Дъщеря е на свещения римски император Максимилиан II и на испанската инфанта Мария. Израства в австрийската столица, където е възпитана в духа на строгия католицизъм. С бялата си кожа, русата си коса и елегантната си фигура Елизабет е смятана за една от най-красивите жени по онова време.

## Кралица на Франция
На 16-годишна възраст Елизабет е омъжена за френския крал Шарл IX. Въпреки че бракът им е политически ход и между двамата няма любов, отношенията между Шарл и Елизабет са изключително топли през времето на целия им брак.
Осъзнавайки, че фриволният живот във френския двор не отговаря на възпитанието и благонравния характер на новата кралица, Шарл IX и Катерина де Медичи полагат големи усилия, за да държат Елизабет настрана от ексцесиите в двореца. Елизабет продължава да посещава меса два пъти в седмицата, но е шокирана от пренебрежителното отношение към религията в една католическа страна. Единственото ѝ действие, което скандализира френския двор, е отказът ѝ да отвръща на почестите на протестантите в двора, като отказва да им поднася ръката си за целувка.
След като става ясно, че кралят и кралицата очакват наследник, Елизабет напуска нездравословната среда на Париж и се премества да живее във Фонтенбло. Там тя научава за масовото клане над протестантите в нощта на Свети Вартоломей през август 1572 г., но въпреки пренебрежението си към тях, тя никога не изказва одобрение за пролятата кръв на толкова невинни хора. Малко след тези събития Елизабет ражда дъщеря – Мари-Елизабет, родена на 27 октомври 1572 г.

## Следващи години
След смъртта на съпруга ѝ през 1574 г. Елизабет отказва предложението да се омъжи за брат му – новия крал Анри III, и се оттегля да живее в провинцията. Там тя е сполетяна от нова трагедия – 6-годишната ѝ дъщеря умира от инфекция на 9 април 1578 г.
Елизабет умира на 22 януари 1592 г. във Виена.